# José María Basanta
José María Basanta Pavone, född 3 april 1984 i Carmen de Areco Partido, Argentina, är en argentinsk före detta fotbollsspelare som bland annat spelade som försvarare för klubben Club de Fútbol Monterrey.
Basanta spelarmde även för Argentinas fotbollslandslag.